# انتخابات الرئاسة المالديفية 1978
انتخابات الرئاسة المالديفية 1978 هي الانتخابات الرئاسية التي جرت في 1978، في المالديف، فاز بالانتخابات مأمون عبد القيوم.